# Alexander Camaro
Alexander Camaro (Breslavia, 27 settembre 1901 – Berlino, 20 ottobre 1992) è stato un pittore tedesco.
Camaro realizzò numerose opere nello spazio pubblico. Importante è il suo intervento nella Philharmonie di Berlino di Hans Scharoun e per la Biblioteca statale sempre a Berlino.

## Mostre
- 1946 Galerie Gerd Rosen, Berlino
- 1957 Haus am Waldsee, Berlino
- 1961 Kunsthalle, Wolfsburg
- 1969 Akademie der Künste, Berlino
- 1970 Galerie Anneliese Jacobi, Amburgo; Ostdeutsche Galerie, Ratisbona
- 1977 Sommerkunstschau der Spielbank Westerland, Sylt
- 1980 Galerie Fritz-Winter-Haus, Ahlen; Ostdeutsche Galerie, Ratisbona
- 1983 Neuer Berliner Kunstverein,  Staatlichen Kunsthalle, Berlino
- 1990 Galerie Pels-Leusden, Villa Grisebach, Berlino
- 1992 Galerie Brigitte Wagner, Bonn; Museen der Stadt, Gotha
- 2004 Alexander Camaro (1901-1992). Die Welt als Bühne, Kunstforum, Ostdeutsche Galerie, Ratisbona